# Erwin Vanderbroeck
Erwin Vanderbroeck (* 21. März 1968 in Maastricht) ist ein ehemaliger niederländischer Fußballspieler.

## Karriere
Vanderbroeck begann seine Karriere 1986 beim MVV Maastricht in der Eredivisie, der höchsten niederländischen Spielklasse. Nach dem Abstieg am Saisonende, blieb er dem Team erhalten und konnte mit diesem 1988 den Wiederaufstieg feiern. Nach einem weiteren Jahr wechselte der Mittelfeldspieler zu Roda Kerkrade. Dort entschieden die Vereinsverantwortlichen den damaligen Jungspieler zum VV St. Truiden in die belgische Jupiler League auszuleihen, um ihn sich entwickeln zu lassen. Nach einer Spielzeit kehrte Vanderbroeck in die Niederlande zurück. Dort gab er schließlich sein Ligadebüt für Kerkrade, wurde aber noch vor Sommertransferende an den VVV Venlo in der Eerste Divisie verliehen. 1991 gelang ihm mit Venlo sein 2. Aufstieg in die Eredivisie. Nach einem weiteren Jahr bei Venlo, kehrte er 1992 zu Roda JC zurück. Diesmal konnte sich Vanderbroeck  unter Kerkrades neuen Trainer Huub Stevens bei den Schwarz-Gelben zunächst durchsetzen und es begann seine erfolgreichste Zeit, in der das Team 1995 schließlich sogar Vizemeister wurde. Da er aber in der Erfolgssaison nur noch zu zwei Einsätzen kam, wechselte er im September 1995 zum damaligen Regionalligisten Alemannia Aachen. 1999 stieg er mit Aachen in die 2. Fußball-Bundesliga auf. Dort spielte er ein Jahr im deutschen Profifußball. In Aachen wurde der Niederländer neben Stephan Lämmermann zum Publikumsliebling der Aufstiegssaison. Enttäuschend war daher seine karge Verabschiedung auf dem Tivoli bereits zum Saisonausklang 2000, nachdem er von Trainer Eugen Hach aussortiert worden war. Vanderbroeck beendete daraufhin seine Laufbahn als Profifußballer und spielte anschließend noch beim benachbarten belgischen AS Eupen und dem niederländischen SV Meerssen im Amateurbereich.

## Erfolge
- Aufstieg in die Eredivisie mit MVV Maastricht: 1988
- Aufstieg in die Eredivisie mit VVV Venlo: 1991
- Aufstieg in die 2. Bundesliga mit Alemannia Aachen: 1999